# Etowah, Arkansas
Etowah är en kommun (town) i Mississippi County i Arkansas. Vid 2020 års folkräkning hade Etowah 254 invånare.